# Иодид ниобия(III)
Иодид ниобия(III) — неорганическое соединение, 
соль металла ниобия и иодистоводородной кислоты
с формулой NbI3,
чёрные кристаллы.

## Получение
- Разложение при нагревании иодида ниобия(V) в вакууме:

{\displaystyle {\mathsf {NbI_{5}\ {\xrightarrow {T}}\ NbI_{3}+I_{2}}}}

## Физические свойства
Иодид ниобия(III) образует чёрные кристаллы
гексагональной сингонии,

параметры ячейки a = 0,709 нм, c = 0,638 нм, Z = 2.

## Химические свойства
- При осторожном восстановлении водородом образует иодид ниобия(II):

{\displaystyle {\mathsf {2NbI_{3}+H_{2}\ {\xrightarrow {300^{o}C}}\ 2NbI_{2}+2HI}}}